# Сорбье (Верхние Альпы)
Сорбье́ (фр. Sorbiers, окс. Sorbiers) — коммуна во Франции, находится в регионе Прованс — Альпы — Лазурный Берег. Департамент коммуны — Верхние Альпы. Входит в состав кантона Розан. Округ коммуны — Гап.
Код INSEE коммуны — 05169.

## Население
Население коммуны на 2008 год составляло 36 человек.
| 1962 | 1968 | 1975 | 1982 | 1990 | 1999 | 2008 |
| ---- | ---- | ---- | ---- | ---- | ---- | ---- |
| 12   | 19   | 20   | 28   | 36   | 54   | 36   |

## Экономика

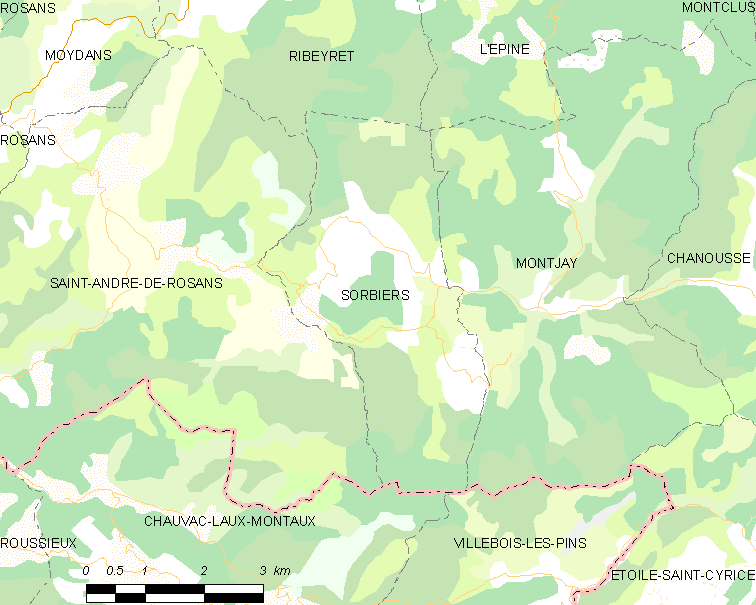
Карта коммуны

В 2007 году среди 22 человек в трудоспособном возрасте (15—64 лет) 12 были экономически активными, 10 — неактивными (показатель активности — 54,5 %, в 1999 году было 66,7 %). Из 12 активных работали 12 человек (7 мужчин и 5 женщин), безработных не было. Среди 10 неактивных 2 человека были учениками или студентами, 8 — пенсионерами.